# New York City Transit Authority

Logo seit 1994. MTA-Markenfamilie entworfen von Siegel+Gale.

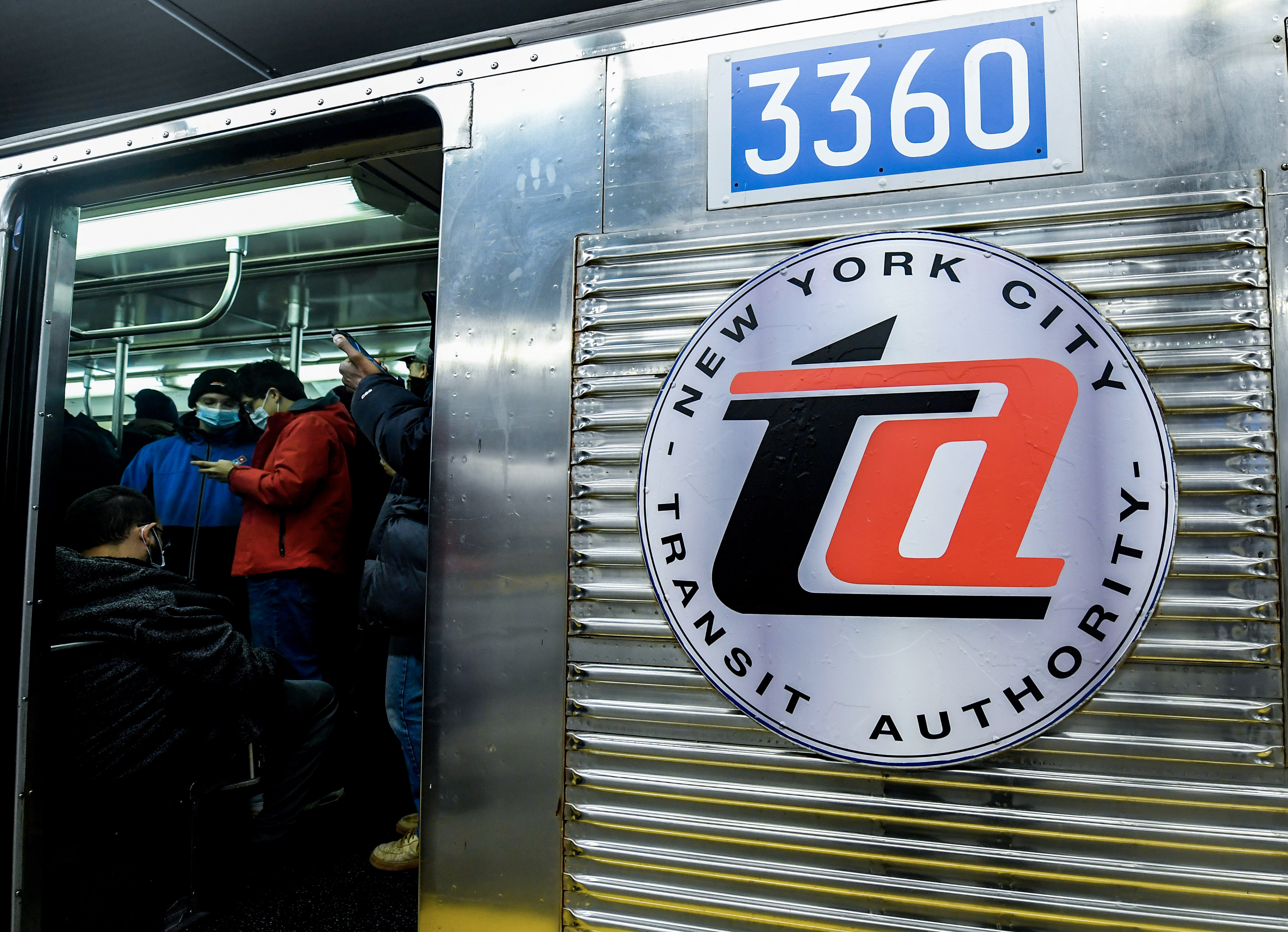
Logo der Transit Authority von 1962 bis 1968 zeigte die stilisierten Initialen „ta“, hier für Sonderfahrt nachgebildet an U-Bahn-Wagen. Entwurf: Sundberg-Ferar

Die New York City Transit Authority (abgekürzt NYCTA, NYCT, auch TA für Transit Authority, Marketingname MTA New York City Transit) ist ein Verkehrsunternehmen in New York City. Sie betreibt mit der New York City Subway, der Staten Island Railway und Omnibussen wesentliche Teile des öffentlichen Personennahverkehrs im Stadtgebiet. Die New York City Transit Authority wurde 1953 gegründet. Sie ist seit 1968 ein Tochterunternehmen der Verkehrsgesellschaft des Bundesstaates New York, der Metropolitan Transportation Authority (MTA).

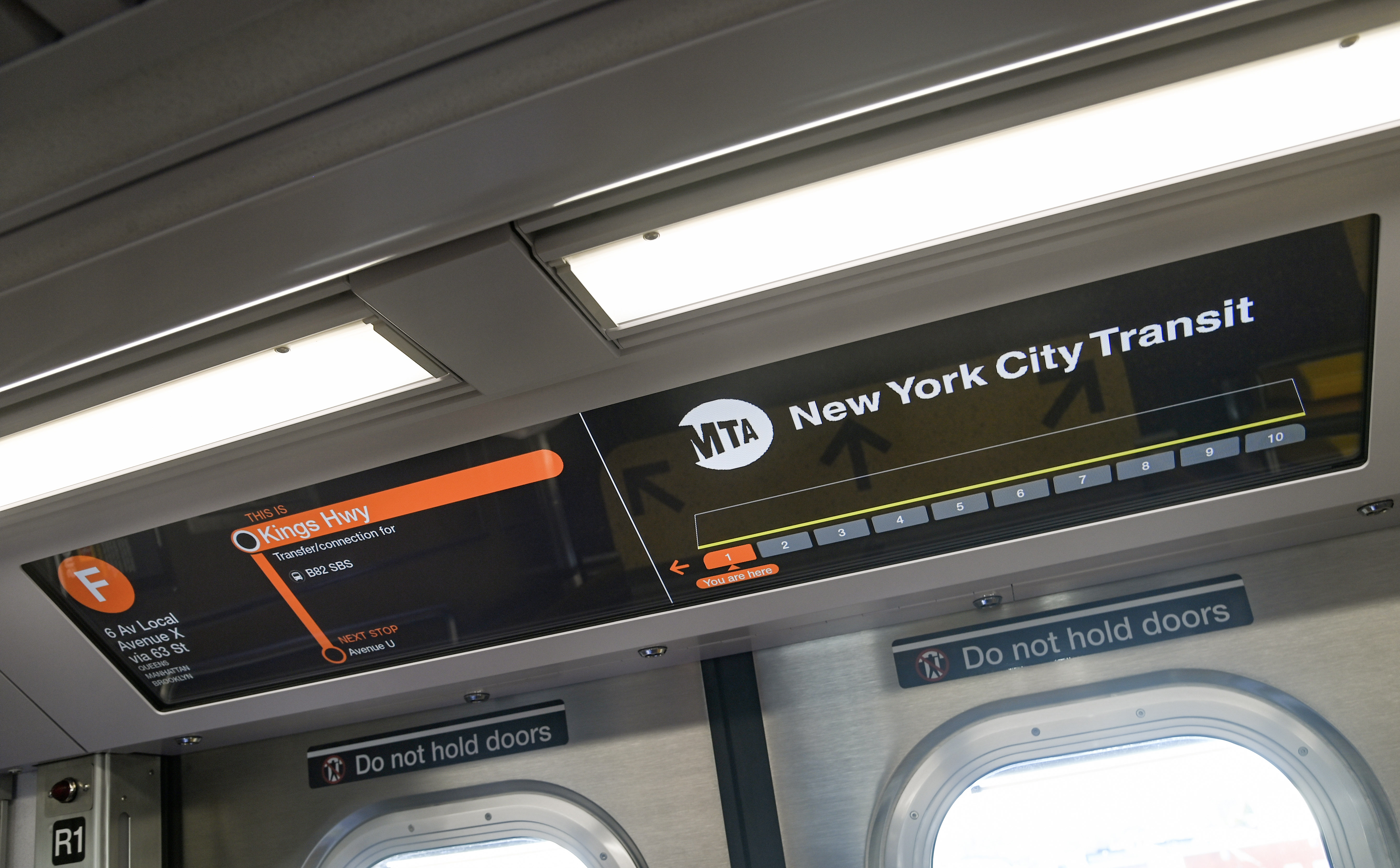
Fahrgastinformation in einem U-Bahn-Wagen zeigt Schriftzug MTA New York City Transit (2023)

Sie ist mit etwa acht Millionen Fahrten täglich (2016: Wochentags 5,6 Millionen in der Subway und 2,4 Millionen in Bussen) der größte öffentlich-rechtliche Nahverkehrsbetreiber der USA.

## Geschichte

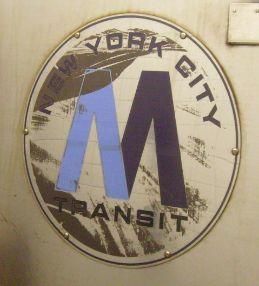
Logo der Transit Authority von 1968 bis 1994. Entwurf: Peter Muller-Munk Associates

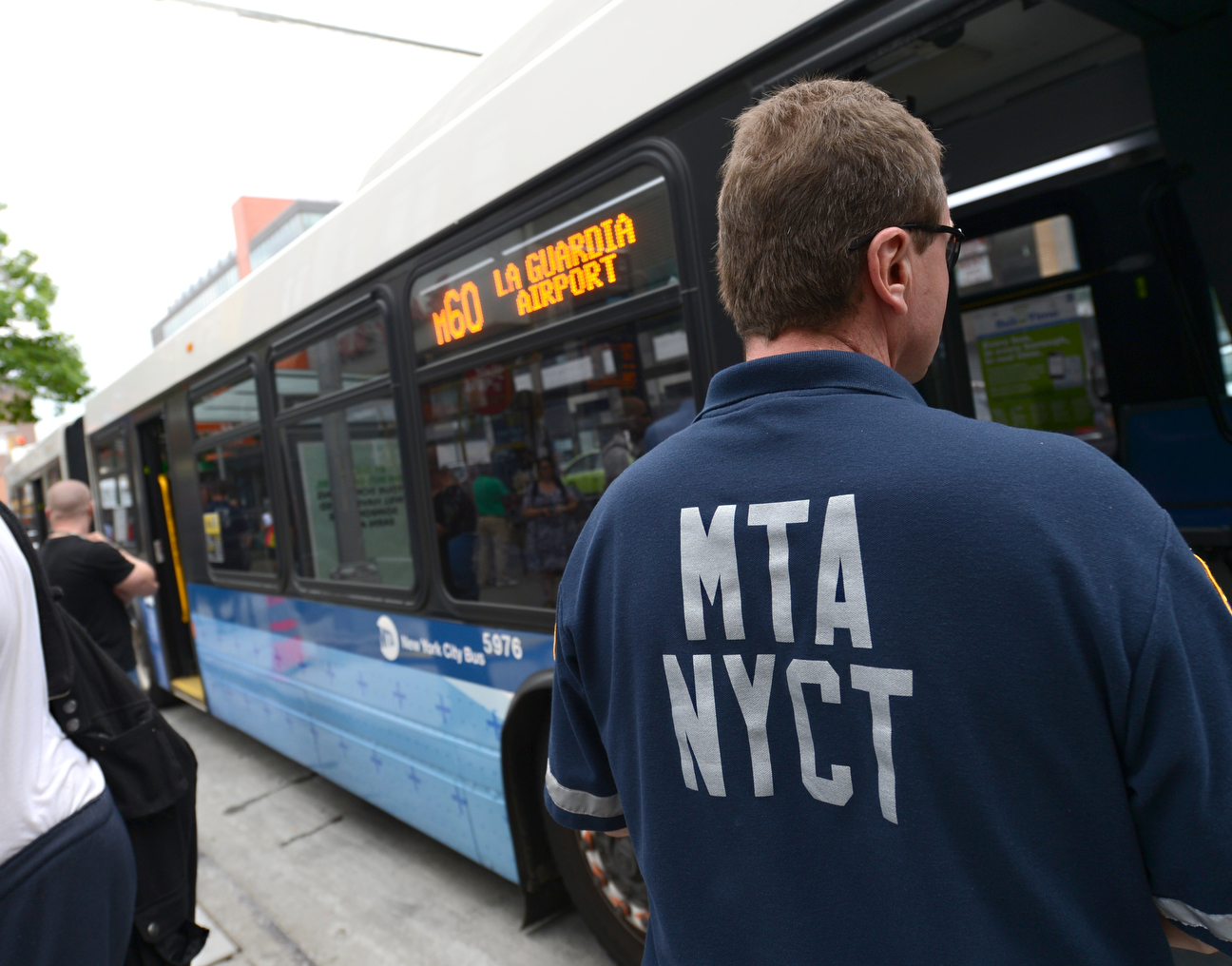
Fahrkartenkontrolleur in Dienstkleidung mit Schriftzug MTA NYCT vor Bus der Linie M60 SBS

Die New York City Transit Authority führt die Geschäftstätigkeit des 1924 eingerichteten und 1953 aufgelösten New York City Board of Transportation fort.
In der ersten Hälfte des 20. Jahrhunderts gab in der Stadt New York zwei private Betreiber von U-Bahn-Netzen, die miteinander in Wettbewerb standen. Das New York City Board of Transportation wurde zum 1924 vom Bundesstaat New York eingerichtet. Es sollte den weiteren Ausbau der Strecken und den Neubau eines dritten U-Bahn-Netzes, der städtischen Independent Subway, planen und leiten. Die Stadt unter Bürgermeister Hylan durfte die Führung des Board of Transportation bestimmen, als Vorsitzender amtierte von 1924 bis 1945 John Hanlon Delaney.:10,11,20
Im Jahr 1940 kaufte die Stadt die beiden privaten Verkehrsgesellschaften Interborough Rapid Transit Company und Brooklyn-Manhattan Transit Corporation und ordnete sie dem Board of Transportation unter.
Auf Vorschlag des Gouverneurs und Beschluss der New York State Legislature vom 15. März 1953 wurde die New York City Transit Authority als öffentliches Unternehmen in der Rechtsform einer Public Benefit Corporation gemäß dem New York State Public Authorities Law gegründet.:9 Die New York City Transit Authority sollte unabhängig vom städtischen Haushalt und von direkter politischer Einflussnahme die Höhe der Fahrpreise festsetzen und einen kostendeckenden und effizienten Betrieb durchführen.:81:9 Die Auslagerung des Geschäftsbetriebs erfolgte nach dem Vorbild der Verwaltung des New Yorker Hafens unter dem damaligen Namen Port of New York Authority. Die Organisationsform einer Public Authority wurde 1939 rechtlich kodifiziert und wird seitdem im Staat New York für die Erbringung verschiedener öffentlicher Aufgaben angewendet. Sie ist in etwa mit einer deutschen Anstalt des öffentlichen Rechts vergleichbar.
Das neue Unternehmen pachtete mit Wirkung zum 15. Juni 1953 für eine Laufzeit von zunächst zehn Jahren die notwendigen Verkehrsanlagen und sonstigen Bauten und Einrichtungen von der Stadt.:10 Der finanzielle Aufwand für die Infrastruktur war weiterhin von der Stadt zu tragen.:9 Die behördliche Aufsicht lag beim New York City Board of Estimate.:10
Am 15. Juni 1953 nahm die New York City Transit Authority ihre Tätigkeit auf. 

## Betrieb
Die New York City Transit Authority betreibt zwei Schienenpersonennahverkehrssysteme und eine Gütereisenbahn.

### Schienenpersonennahverkehr
Die MTA New York City Subway ist das integrierte, zu einem entfernungsunabhängigen Fahrpreis flächendeckend nutzbare U-Bahn-Netz in den New Yorker Stadtbezirken The Bronx, Brooklyn, Manhattan und Queens.
Die MTA Staten Island Railway (SIR) ist eine normalspurige und elektrifizierte Eisenbahnstrecke auf der Insel und im gleichnamigen Stadtbezirk Staten Island. Die New York City Transit Authority betreibt hier U-Bahn-artigen Verkehr im Auftrag der Staten Island Rapid Transit Operating Authority (SIRTOA), die ein assoziiertes Unternehmen der Metropolitan Transportation Authority ist. Die SIRTOA pachtet ihrerseits die Anlagen von der Stadt New York.

### South Brooklyn Railway

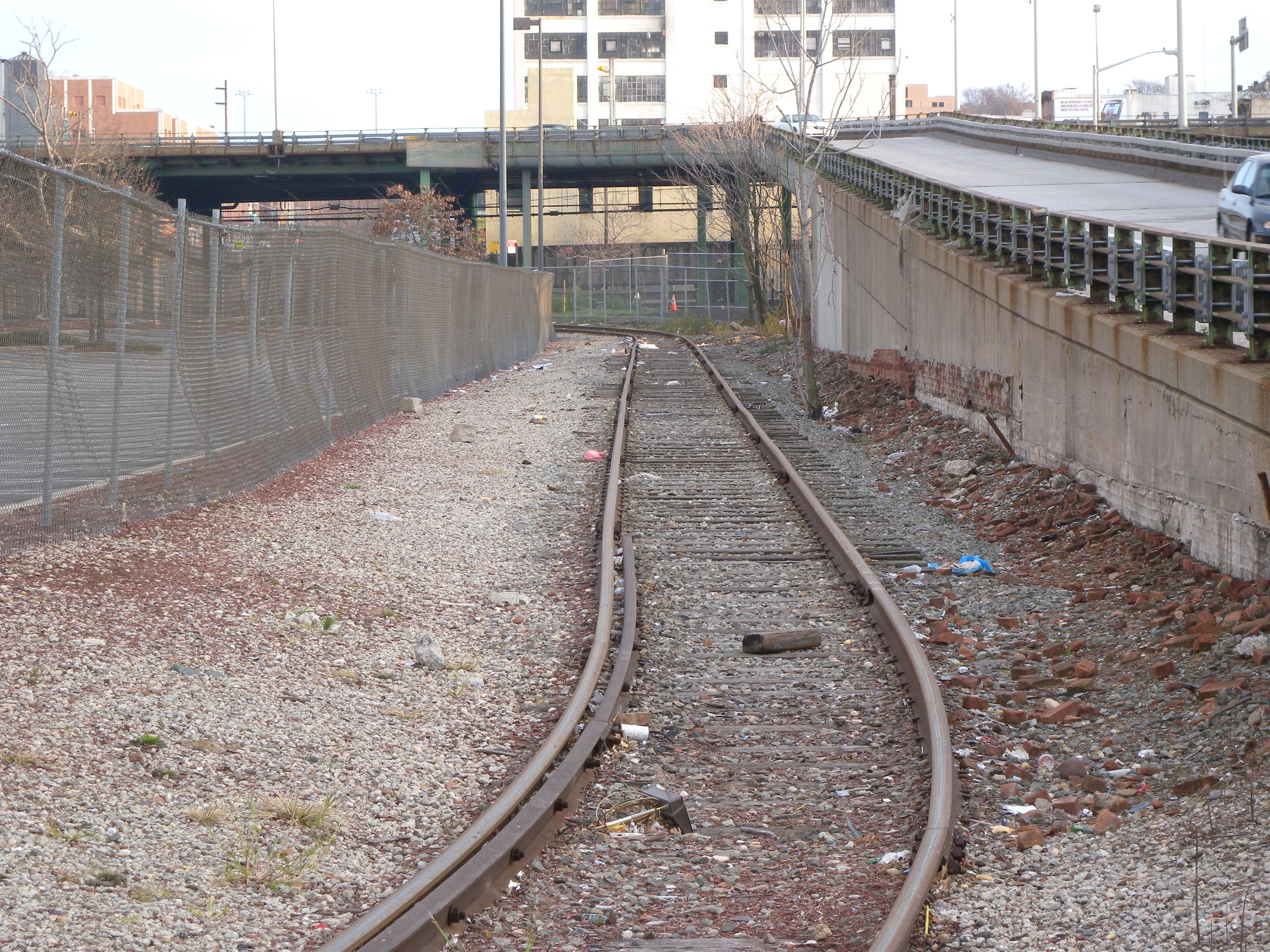
Gleis der South Brooklyn Railway unter Gowanus Expressway (2009)

Die South Brooklyn Railway ist eine normalspurige, nicht elektrifizierte Eisenbahnstrecke in Brooklyn und die dazugehörige, 1900 gegründete Eisenbahngesellschaft The South Brooklyn Railway Company. Der verbliebene Abschnitt ihrer ehemals längeren Strecke verläuft in einem Gebiet des Kings County, das einst außerhalb der bis 1898 eigenständigen Stadt Brooklyn lag und als South Brooklyn bekannt war. Die Gesellschaft entstand aus der 1887 gegründeten und 1899 zwangsversteigerten South Brooklyn Railroad and Terminal Company.
Sie ist seit 1940 im Eigentum der Stadt New York, die alle Firmenanteile übernahm und dem Board of Transportation den Betrieb und die Personalgestellung übertrug. Um auszuschließen, dass durch eine Integration der Güterbahngesellschaft auch die städtischen Nahverkehrssysteme fortan den Regularien der Interstate Commerce Commission hätten genügen müssen, wurde die Gesellschaft als separates Unternehmen beibehalten und kaufte die Stadt weder das rollende Material noch die Grundstücke.:4 1953 kam der Betrieb vom Board of Transportation zur New York City Transit Authority.:63
Die New York City Transit Authority nutzt die South Brooklyn Railway für betriebsinterne Zwecke. Die Gesellschaft hat zwei Diesellokomotiven, die auch im U-Bahn-Netz fahren können. Es besteht eine Verbindung zur Güterbahnstrecke Bay Ridge Branch der Long Island Rail Road und so eine Möglichkeit, rollendes Material mit dem amerikanischen Eisenbahnnetz auszutauschen. In der Vergangenheit wurden auch Bau-, Betriebs- und Hilfsstoffe des Verkehrsbetriebs transportiert.
Die Strecke führt vom Hafen an der Upper New York Bay im Bereich der 39. Straße Brooklyns bis zum heutigen Gleisende am Fort Hamilton Parkway östlich der U-Bahnhofs 9th Avenue der BMT West End Line. Sie unterquert die Stadtautobahn Gowanus Expressway, überquert die BMT Fourth Avenue Line und hat im Bereich des U-Bahnhofs 9th Avenue Gleisverbindungen zum U-Bahn-Betriebshof 36th-38th Street Yard. Der Geländeeinschnitt 38th Street Cut, in dem die South Brooklyn Railway verläuft, wurde im Rahmen der Doppelverträge von 1913 erweitert und nimmt seitdem auch U-Bahn-Verkehre auf.
Ein ehemaliger Streckenabschnitt verlief vom U-Bahnhof 9th Avenue entlang der Hauptstraße Gravesend Avenue, die seit 1933 McDonald Avenue heißt, unter der Hochbahn BMT Culver Line bis zur U-Bahn-Hauptwerkstatt Coney Island Yard. Personenverkehr mit Straßenbahnwagen endete 1958, eine Oberleitung für Rollenstromabnehmer wurde 1961 entfernt.

### Straßenpersonennahverkehr
Alle öffentlichen Busverkehre der Metropolitan Transportation Authority im Stadtgebiet New Yorks werden seit 2008 von MTA Regional Bus Operations (abgekürzt MTA RBO) betrieben. Die Busmarke der New York City Transit Authority heißt MTA New York City Bus. Benutzt wird diese Marke von der NYCTA und der Manhattan and Bronx Surface Transit Operating Authority (MaBSTOA), deren Eigentümerin die NYCTA ist.:21 NYCTA und MaBSTOA halten Konzessionen und Pensionsverpflichtungen, stellen Personal, lassen aber die Verkehrsleistungen von MTA Regional Bus Operations erbringen. Die NYCTA unterliegt den Gesetzen des New York State Civil Service Law, die MaBSTOA nicht.:1
Aus historischen Gründen gibt es eine verflochtene Struktur aus mehreren Firmen, die seit der Einführung öffentlichen Personennahverkehrs durch private und öffentliche Unternehmen mehrfach durch Neugründungen oder Zusammenlegungen verändert wurde. Es gibt übergeordnete Marketingbezeichnungen, die von gegenwärtigen und ehemaligen Busunternehmen mit verschiedenen Bedienungsgebieten verwendet wurden. Diese Firmenstrukturen haben für die Fahrgäste in Bussen der MTA bezogen auf Bedienung und Fahrpreise keine Bedeutung.
Bereits seit den 1920er Jahren hatte die Stadt New York durch ihr Betriebsamt Department of Plants and Structures Buslinien, zeitweise auch Straßenbahnen, von insolventen privaten Unternehmen übernommen. Das New York City Board of Transportation übernahm in den 1940er Jahren weitere Busnetze. Bei Gründung der New York City Transit Authority 1953 wurden diese städtischen Linien in der Surface Division versammelt.
Bei Gründung der NYCTA wurde bestimmt, dass sie nicht eigene Buslinien in Konkurrenz zu von privaten Verkehrsunternehmen betriebenen, durch Franchising von der Stadt vergebenen Buslinien betreiben dürfe.:10–11 Der Busbetrieb war zu der Zeit innerhalb der NYCTA auf vier Abteilungen für vier Stadtbezirke, nicht aber die Bronx, aufgeteilt und bediente 523 Meilen Linienlänge.:64
Im Unterschied dazu wurde ein neuer Busbetrieb der New York City Transit Authority im Jahr 1962 als Manhattan and Bronx Surface Transit Operating Authority (MaBSTOA) gegründet. Er sollte die innerstädtischen Strecken zweier privater, insolventer Verkehrsgesellschaften im Bereich der Bronx und Harlems, ab 1980 auch einer dritten, bis zu einer angestrebten Privatisierung weiter betreiben. Da die MaBSTOA letztlich nicht privatisiert wurde, führte die MTA im Jahr 1981 sie und die Surface Division zur MTA New York City Bus zusammen.

## Organisation

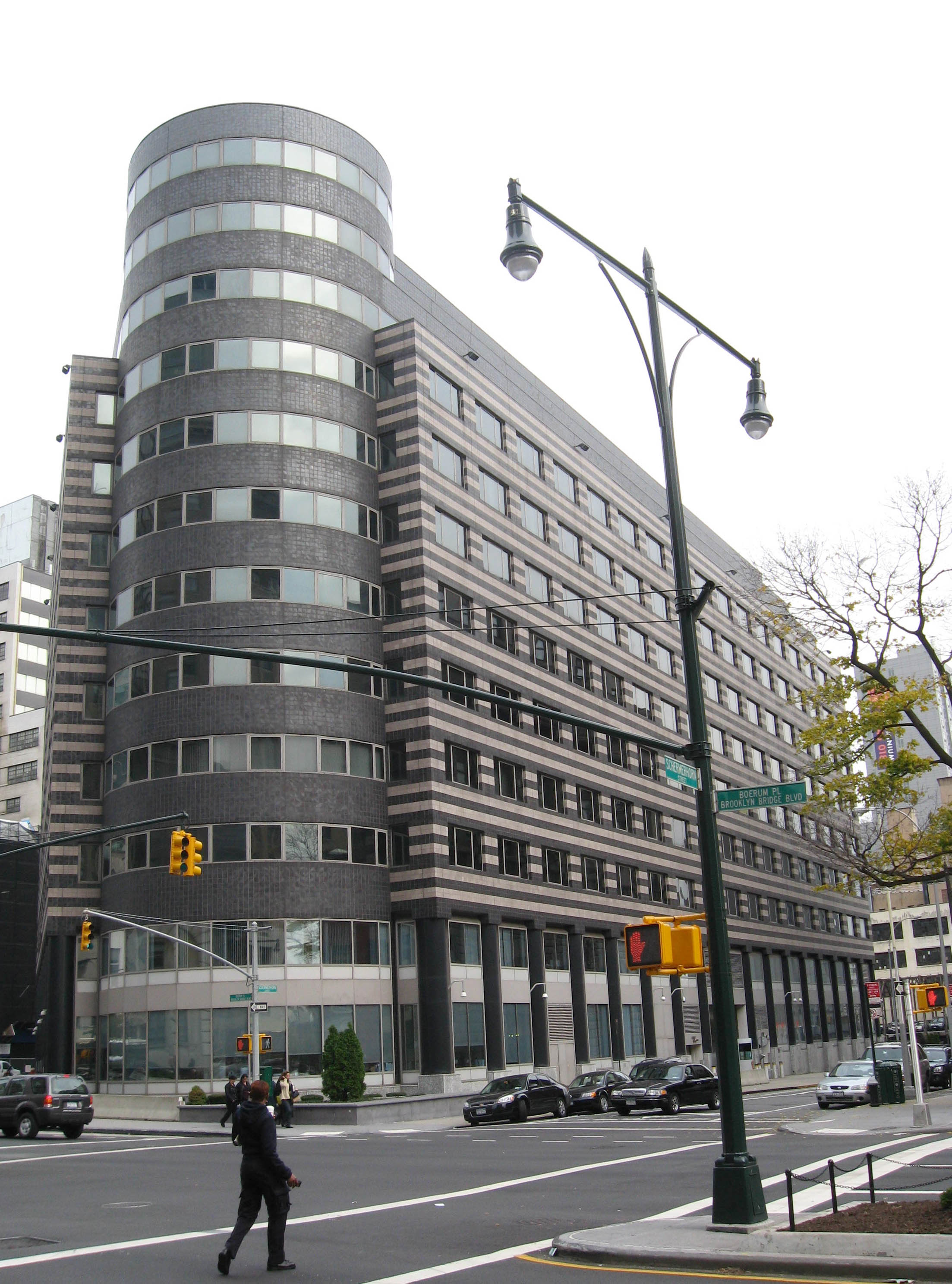
Hauptquartier in Downtown Brooklyn

### Kennzahlen
Im Jahr der Gründung 1953 gab es 1,5 Milliarden Fahrgäste, betrug der Wert der Anlagen der NYCTA 2 Milliarden US-Dollar und umfasste der Haushalt für Betriebskosten und Investitionen 400 Millionen Dollar (entsprach inflationsbereinigt im Jahr 2023 20,3 Milliarden bzw. 4 Milliarden Dollar).:9 Es gab 2140 Busse und in Brooklyn 320 Straßenbahnwagen.:64 Zu dieser Zeit, nach dem Zweiten Weltkrieg, sanken die Fahrgastzahlen stetig und es gab es ein monatliches Defizit bei den Betriebskosten in Höhe von nahezu 4 Millionen Dollar (entsprechend 40,5 Millionen Dollar).:11
Im Haushaltsjahr Juli 1967 bis Juni 1968, dem letzten vor der Übernahme durch die MTA, verzeichnete die NYCTA 1,3 Milliarden Fahrgäste beim Schienenpersonennahverkehr und 435 Millionen beim Busverkehr. Fahrgeldeinnahmen beliefen sich auf 254 Millionen Dollar beim Schienenverkehr, der 328 Millionen Fahrzeugmeilen zurücklegte, und 76 Millionen Dollar beim Busverkehr, der 66 Millionen Meilen zurücklegte (entsprach inflationsbereinigt im Jahr 2023 knapp 2 Milliarden bzw. 592 Millionen Dollar). 38.056 Beschäftigte erwirtschafteten einen Jahresumsatz von 365 Millionen Dollar, die Ausgaben lagen bei 416 Millionen, der Verlust bei 44 Millionen Dollar (entsprechend 2,85 Milliarden, 3,24 Milliarden und 340 Millionen Dollar).:11
2016 gab es wochentags 5,6 Millionen Fahrgäste in der Subway und 2,4 Millionen in Bussen.
Im ersten Quartal des Jahres 2025 gab es gemäß Statistik der Branchenvereinigung American Public Transportation Association, in der Umstiege jeweils als eigene Fahrt gerechnet werden, an Werktagen durchschnittlich 2,17 Millionen Fahrten mit Bussen der Marke MTA New York City Bus, in den drei Monaten insgesamt 168 Millionen. Dies war gegenüber dem Vorjahreszeitraum ein Zuwachs um 1,5 %.:9 Es gab im gleichen Zeitraum werktäglich durchschnittlich 7 Millionen einzelne Fahrten mit der MTA New York City Subway, in den drei Monaten insgesamt 543 Millionen. Dies war gegenüber dem Vorjahreszeitraum ein Zuwachs um 11,7 %.:2 An Werktagen gab es durchschnittlich 17.700 Fahrten bei der MTA Staten Island Railway.:2
Die Metropolitan Transportation Authority gibt für die ersten Monate 2025 in ihrer Statistik 4 Millionen tägliche Zugänge durch die Bahnsteigsperren zur U-Bahn an, wobei Umstiege innerhalb des Systems nicht erfasst werden. Sie nennt 2,6 Millionen Fahrgäste im Busnetz, was aber die Fahrgäste der MTA Bus Company mit einschließt, die nicht zur New York City Transit Authority gehört. Anteilig, gemäß den Zahlen der American Public Transportation Association, hat die MTA Bus Company knapp ein Fünftel der Fahrgäste der MTA New York City Bus.:9

### Leitung

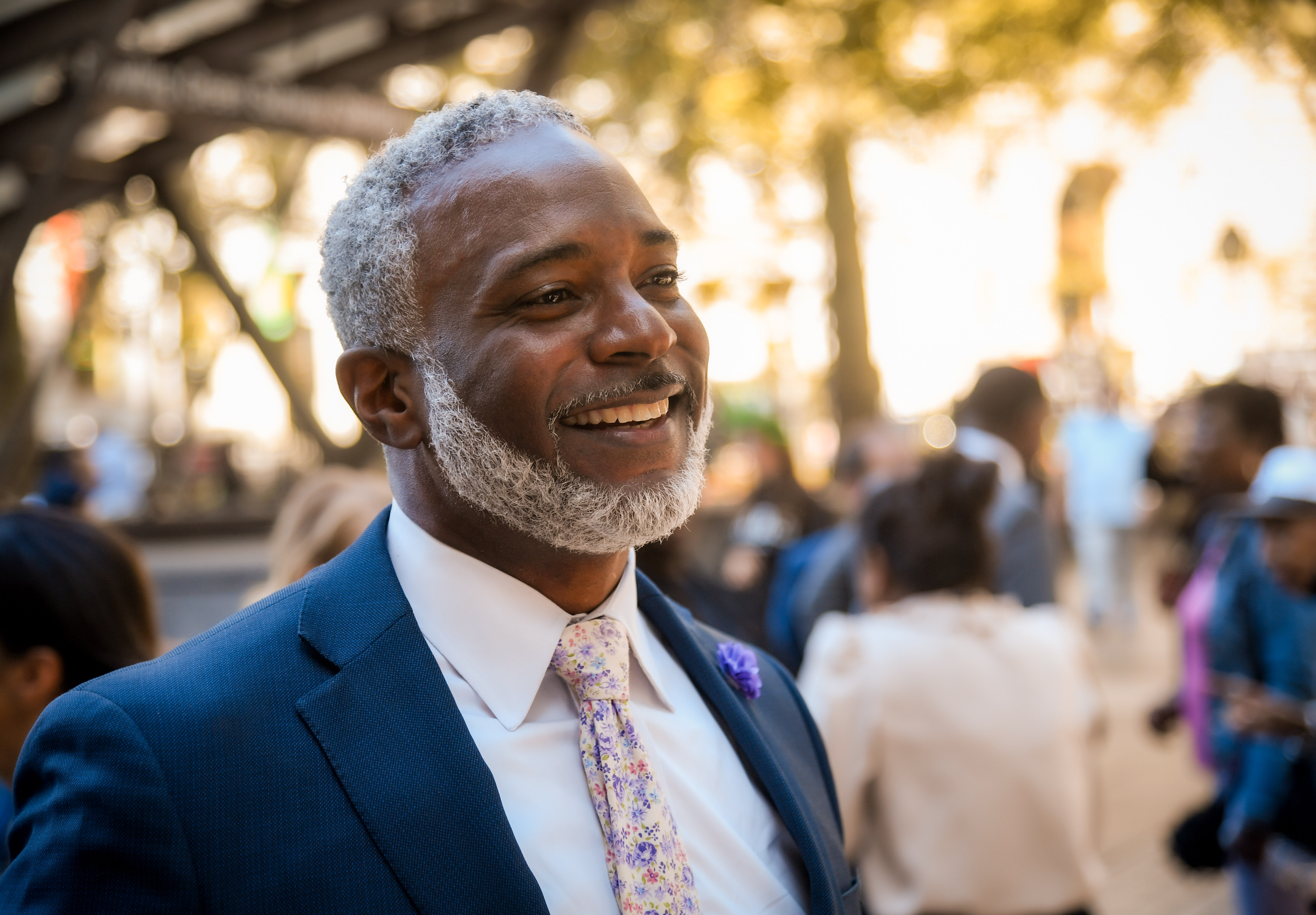
Demetrius Crichlow, Präsident der Transit Authority seit 2024

Nach der Gründung der NYCTA bestand der Vorstand aus fünf Mitgliedern, die hälftig vom Gouverneur des Bundesstaates und vom Bürgermeister der Stadt ernannt wurden und das fünfte Mitglied selbst bestimmten sollten. Die unbezahlte Mandatsdauer betrug sechs Jahre. Zum ersten Chairman of the Authority wählte das Board Hugh L. Casey.:9–10
Geleitet wird das Geschäft der New York City Transit Authority von einem President. Der erste als President betitelte leitende Angestellte war von 1973 bis 1979 John G. DeRoos, in dessen Amtszeit die Zahl der Beschäftigten von 49,000 auf 43,770 reduziert wurde. Dem bekanntesten Präsidenten David L. Gunn, amtierend von 1984 bis 1990, werden deutliche Erfolge bei der Verbesserung der U-Bahn ab den 1980er Jahren zugeschrieben. Von Mai 2022 bis Juni 2024 hatte Richard A. Davey das Amt inne. Seit Juni 2024 amtiert Demetrius Crichlow.

### Struktur
In den Jahren 2014 bis 2017 hatte die New York City Transit Authority ca. 42.000 Beschäftigte.:6
Unter Präsident Andy Byford, der von 2018 bis 2020 im Amt war, bestand die New York City Transit Authority im Jahr 2018 aus zehn Abteilungen und hatte 44.950 Beschäftigte. Die U-Bahn hatte 30.526 Beschäftigte, davon 9.792 bei der Instandhaltung von Fahrweg und der Leit- und Sicherungstechnik, 5.082 bei der Fahrzeuginstandhaltung und 8.703 im Fahrbetrieb. Für den Betrieb der Bahnhöfe gab es 6.071 Stellen und die Staten Island Railway hatte 343 Stellen.

## Fahrpreisentwicklung
Die Fahrpreise für eine Einzelfahrt entwickelten sich wie folgend:
- 15 ¢ (1953–1966)
- 20 ¢ (1966 – 31. Dezember 1969)
- 30 ¢ (1. Januar 1970 – 31. Dezember 1971)
- 35 ¢ (1. Januar 1972 – 31. August 1975)
- 50 ¢ (1. September 1975 – 28. Juni 1980)
- 60 ¢ (29. Juni 1980 – 3. Juli 1981)
- 75 ¢ (4. Juli 1981 – 31. Dezember 1983)
- 90 ¢ (1. Januar 1984 – 31. Dezember 1985)
- 1,00 $ (1. Januar 1986 – 31. Dezember 1989)
- 1,15 $ (1. Januar 1990 – 31. Dezember 1991)
- 1,25 $ (1. Januar 1992 – 11. November 1995)
- 1,50 $ (12. November 1995 – 3. Mai, 2003)
- 2,00 $ (4. Mai 2003 – 27. Juni 2009)
- 2,25 $ (28. Juni 2009 – 2. März 2013)
- 2,50 $ (3. März 2013 – 21. März 2015)
- 2,75 $ (22. März 2015 – 19. August 2023)[26]
- 2,90 $ (seit 20. August 2023)[27]

Die nach 2023 nächste Fahrpreiserhöhung soll 2025 oder 2026 durchgeführt werden. Es ist eine Erhöhung um 4 % auf dann 3 Dollar für die Einzelfahrt vorgesehen.:14